# ساره بنت احمد آل سدیری
ساره بنت احمد آل سدیری (عربی: سارة بنت أحمد السديري‎، *Sārah bint Aḥmed Āl Sudairī*؛ حدود ۱۸۶۰ – ۱ ژانویهٔ ۱۹۱۰) بانویی از خاندان شاهی عربستان سعودی بود. او از خانوادهٔ نامدار آل سدیری و همسر عبدالرحمن بن فیصل، واپسین فرمانروای دولت دوم سعودی بود.
ساره مادر ملک عبدالعزیز (ابن سعود) بود که در سال ۱۹۳۲ میلادی پادشاهی عربستان سعودی را بنیاد نهاد.

## زندگینامه
ساره از خاندان السدیری و تیره‌ای از تبار دواسر بود که در الغاط، واحه‌ای در میانه عربستان پیرامون ۲۵۰ کیلومتری شمال‌ باختری ریاض نشیمن داشتند.
مادر ساره، حصه بنت مهنا بن صالح النویران بود. پدرش، احمد بن محمد بن ترکی بن سلیمان السدیری، ناموّر به احمد کبیر بود. وی از سوی فیصل بن ترکی، فرمانروای دولت دوم سعودی، به جایگاه‌های گوناگون گماشته شد، برای نمونه احساء که زادگاه ساره بود. او همچنین در الغاط و شهرستان بریمی کار کرد و در سال ۱۸۶۰ درگذشت. عموی ساره، عبدالله بن محمد نیز در دوران فیصل بن ترکی، فرماندار احساء بود.
ساره شش برادر به نام‌های محمد، ترکی، عبدالـمحسن، عبدالعزیز، سعد و عبدالرحمن و دو خواهر به نام‌های فلوه و نوره داشت. از میان ایشان، محمد پس از درگذشت پدرش، فرماندار احساء شد. ترکی نیز فرماندار عمان سعودی بود. خواهرش فلوه به همسری محمد بن فیصل بن ترکی درآمد و نوره نیز با جلوی بن ترکی بن عبدالله ازدواج کرد. نوره و جلوی، پدربزرگ و مادربزرگ پدری الجوهرة بنت مساعد بودند که مادر خالد بن عبدالعزیز، شاهزاده محمد و شاهزاده انود به‌شمار می‌رود.
نخستین همسر ساره، عبدالله بن حمد بن عبدالـجبار بود که پیش از فرزندآوری درگذشت. پس از آن، ساره به همسری عبدالرحمن بن فیصل درآمد. فرزندانش از این ازدواج، فیصل، نوره، عبدالعزیز، بزه، هیا و سعد بودند. وی در سال ۱۸۹۱، همراه همسر و فرزندانش، ناگزیر به رفتن از ریاض شد.
ساره زنی بلندبالا بود، همانند پسرش عبدالعزیز. او در ماه‌های پایانی سال ۱۹۱۰ در ریاض درگذشت. با این همه، گزارشی دیگر، سال درگذشت او را ۱۹۰۸ دانسته‌است. پیکرش در گورستان العود در ریاض به خاک سپرده شد.

## بن‌مایه
1. ↑  «والدة الملك عبدالعزيز». روزنامهٔ الریاض. دریافت‌شده در ۷ دسامبر ۲۰۲۴.
2. ↑  واسیلی‌یف، الکسی (۲۰۱۳). تاریخ عربستان سعودی. لندن: Saqi. ص. ۱۶۸. شابک ۹۷۸-۰-۸۶۳۵۶-۷۷۹-۷.
3. ↑  لیز، برایان (۲۰۰۶). «خاندان آل سعود و آیندهٔ عربستان سعودی». Asian Affairs. ۳۷ (۱): ۴۵.
4. ↑  Mordechai Abir (April 1987). "The Consolidation of the Ruling Class and the New Elites in Saudi Arabia". Middle Eastern Studies. 23 (2): 150–171. doi:10.1080/00263208708700697. JSTOR 4283169.
5. 1 2 3  Nadav Samin (2015). Of Sand or Soil: Genealogy and Tribal Belonging in Saudi Arabia. Princeton, NJ: Princeton University Press. p. 118. ISBN 9780691164441.
6. ↑  "نورة بنت عبد الرحمن.. السيدة السعودية الأولى". Al Bayan (به عربی). 24 May 2020. Retrieved 2 October 2020.
7. 1 2 3 4  Abdullah Al Madani (17 May 2020). "نورة بنت عبدالرحمن.. السيدة الأولى". Elaph (به عربی). Retrieved 2 October 2020.
8. ↑  Khalid Abdullah Krairi (October 2016). John Philby and his political roles in the Arabian Peninsula, 1917-1953 (PhD thesis). University of Birmingham. p. 396.
9. ↑  Bilal Ahmad Kutty (1997). Saudi Arabia under King Faisal (PDF) (PhD thesis). Aligarh Muslim University. p. 45.
10. 1 2 3 4  Gary Samuel Samore (1984). Royal Family Politics in Saudi Arabia (1953-1982) (PhD thesis). Harvard University. pp. 24–25. ProQuest 303295482.
11. ↑  Yousef Othman Al Huzaim. An Exceptional Woman Wife of a King. Darussalam Publishers. p. 7. GGKEY:D6ZEE3WS95S.
12. 1 2 3 4 5  "سارة بنت أحمد (الكبير) بن محمد السديري". Great Sciences (به عربی). 30 May 2020. Retrieved 2 October 2020.
13. 1 2  "Noura bint Abdul Rahman.. Adviser to the King and the Secrets Portfolio". Saudi 24 News. 17 May 2020. Archived from the original on 1 October 2020. Retrieved 2 October 2020.
14. ↑  Khaled ibn Abdul Rahman Al Jeraisy. "King Abdulaziz' Noble Character" (PDF). Islam House. Retrieved 2 October 2020.